# 木下朝実
木下朝実（きのした あさみ、1997年7月20日 - ）は、日本の女優。
福岡県出身。

## 来歴
- 福岡県に生まれる。
- 京都芸術大学映画学科俳優コース中退。

## 人物・エピソード
- 趣味、特技はクラシックバレエ、フィギュアスケート、落語を聞きながら散歩すること。

## 出演

### 映画
- ベイビーわるきゅーれ2ベイビー/阪元裕吾監督 銀行員役(2023)
- LOOSER2022/木村ひさし監督 (2022)
- アーモンドの女/緒方明監督　まゆ役　(2022)
- おっさんずぶるーす （全く最近のおやじモンときたら・・・）[1]（2020年、監督：荒木憲司） - 大学生役
- TOKYOドラゴン飯店 監督:西村喜廣（2020年）銭湯で踊る客役
- MEMORY final  監督:鈴木聖史（2019年）
- 劇場版 ほんとうにあった怖い話2018 監督:細沼孝之（2018年）ユキ役
- きこりの斧/峯重建志監督（2018年）

### ドラマ
- 映画かよ。-Like in Movies-第38話「ラスト・サマー」/駒谷揚監督 (2023)[2]
- あなたに聴かせたい歌があるんだ  (2022年、萩原健太郎監督) - 生徒 役　Hulu

### 舞台
- At Random / 演出：佃尚能 (2021)
- 日本語私辞典/演出：平塚直隆（2021) [3]
- 夕凪の街 桜の国/演出：森岡利行 原作：こうの史代 (2019)明美役 [4]
- おとうさんとわたし/演出：森田亜紀 (2019) さより役[5]
- ズーキーパーズ/演出：森岡利行 (2018) 桃子役
- 火曜日の夜、水曜日の朝、サテライト/演出：倉垣𠮷宏（2018）主演 瑞希役
- A-S」@春秋座 /演出:藤田貴大 (2016) アサミ役
- ふたり芝居劇場ーロミオVSジュリエット/作・演出：両沢和幸 (2015) 樹里役
- 大きな虹のあとで～不動四兄弟～/演出:津枝新平 (2014) ヒロイン 麻樹役

### CM
・明治 エッセル スーパーカップCM「テス勉」篇(2022)